# Famille-Sans-Nom
Famille-Sans-Nom est un roman de Jules Verne, paru en 1888.
Illustrant la vie d'une famille du Bas-Canada pendant la rébellion des Patriotes (1837-1838), ce livre ne se termine pas de façon heureuse. Jules Verne voulait rappeler à ses compatriotes les problèmes qu'avait la communauté française au Canada à l'époque de la sortie de son livre. Le ton de son livre s'en ressent : on n'y retrouve pas son sens du suspense, et très peu de son humour habituel.

## Historique
Le roman, écrit en 1887-1888, paraît d'abord en feuilleton dans le Magasin d'éducation et de récréation du 1er janvier au 1er décembre 1888, puis en édition grand format illustrée chez Hetzel en 1889, en deux parties. 

## Résumé
Simon Morgaz est un traître honni par tous les Canadiens français : contre de l'argent, il a révélé le nom de ceux qui préparaient une rébellion au détective privé des Britanniques. Lors du procès, ses déclarations confuses avaient révélé son immonde traîtrise au Canada tout entier. Les conjurés sont condamnés par les Britanniques. Simon Morgaz et sa famille sont conspués par la populace ; il s'enfuit en emmenant sa femme Bridget et ses deux fils, Jean et Joann, avant de se suicider. La famille retrouve l'argent de la trahison sur lui (chapitre II). Son fils Jean dépose cette somme importante chez un notaire, l'honnête et paisible maître Nick. L'argent servira pour financer la lutte contre les Britanniques, en particulier pour l'achat d'armes.
Quelques années plus tard, plusieurs soulèvements successifs contre les Britanniques ont eu lieu. À leur tête, il y avait le mystérieux Jean-Sans-Nom. Il y a aussi un prêtre catholique, Joann, qui incite les Franco-Canadiens à se révolter.
Un notaire, maître Nick est descendant des Sagamores. Il est placide et conciliant, et est élu chef de sa tribu malgré lui et sa volonté de reprendre son métier de notaire. Il a un fils adoptif, Lionel, qui est clerc de notaire dans l'étude de son père. Maître Nick se conduit comme un bon père, mais prêt à réprimander gentiment son fils. Le fils est en train de rédiger un poème Le Feu follet sur son lieu de travail. Quand son patron et père s'approche de lui, il masque ce papier. Le notaire remarque que ce papier ne ressemble pas à un papier normal pour une étude de notaire : « Des lignes inégales?… Des blancs d'un côté!… Des blancs de l'autre!… Tant de bonne encre perdue, tant de bon papier gaspillé en marges inutiles ! » (chapitre III).
Le notaire et son clerc partent à Laval, à quelques heures de voyage de chez eux. En chemin, ils croisent un inconnu et lui proposent de monter à bord de leur buggy. Cet inconnu est en fait Jean-Sans-Nom. Le poème de Lionel lui plaît, ce qui lui attire la sympathie de Lionel. Un contrôle policier en cours de route inquiète Jean-Sans-Nom, mais il ne se fait pas prendre.
Jean-Sans-Nom et une jeune fille Clary de Vaudreuil commencent à sympathiser
Jean-Sans-Nom va dans une famille nombreuse, les Harcher, où il est traité comme un fils. C'est une famille franco-canadienne, qui ignore que leur ami est le fameux Jean-Sans-Nom recherché par les Britanniques. C'est le repas de famille, la veille d'un mariage (chapitre XII). Le notaire et son clerc Lionel sont là. Des hurons viennent à cette fête et disent au notaire qu'il est leur chef, car leur chef précédent vient de mourir et le notaire est le descendant de la famille de leur chef. Le notaire essaie d'éviter cette charge : il a une vie bien tracée de notaire et n'a aucune envie de devenir un chef huron.
Le détective Rip et une troupe armée arrivent pour s'emparer de Jean-Sans-Nom. La famille Harcher prend sa défense. Les Hurons voyant qu'on menace leur chef interviennent aussi. La troupe britannique de Rip recourt à la force, mais est obligée de renoncer.
Jean-Sans-Nom et le prêtre Joann se rejoignent dans la maison de leur mère, qui vit incognito dans un petit village. Le nom de leur père est toujours honni dans tout le Canada ; la maison où ils ont grandi a été brûlée et, des années après, il y a interdiction de reconstruire cette maison.
Une révolte a lieu ; de nombreux partisans de Jean-Sans-Nom sont blessés ou tués. Le père de Clary de Vaudreuil est blessé gravement. Après avoir échappé aux différentes patrouilles britanniques, le blessé est mis dans la maison de la mère de Jean-Sans-Nom.  Rip visite cette maison pour retrouver des rebelles. Reconnaissant la femme du traître, il pense qu'aucun rebelle n'irait se réfugier dans cette maison et repart. Clary de Vaudreuil a entendu ce qui s'est passé : celui qu'elle aime est de la famille du pire traître du Canada ; ses sentiments ne changent pas. Heureusement, son père blessé n'a pas entendu et ne sait toujours rien.
Le notaire, maître Nick et Lionel se sont réfugiés chez les Hurons car les Anglais ne croiront jamais à la neutralité du notaire dans les évènements de la ferme Harcher. Le clerc veut convaincre le notaire de  « laisser seulement une touffe de cheveux sur son crâne, porter des peintures sur le visage et épouser la femme du précédent Huron » (chapitre VI) ; par prudence, le clerc se tient à bonne distance du notaire quand celui-ci lui répond.
Jean-Sans-Nom est capturé par des Britanniques. Il est condamné à être exécuté. Son frère Joann se fait passer pour son confesseur. Volontairement, il ne révèle pas à son frère que le directeur de la prison a reçu l'ordre d'exécution ; les deux frères inversent leurs costumes, ce qui permet à Jean-Sans-Nom de s'enfuir, ignorant qu'en fait son frère va sacrifier sa vie pour lui. Quelques dizaines de minutes après, il rejoint l'orée des bois ; il déclame le poème Le Feu follet, ce qui permet à Lionel de l'identifier facilement (c'est le seul admirateur que ce poète clerc de notaire ait jamais eu). Il entend ensuite le bruit de l'exécution et devine, atterré, que son frère est mort en se sacrifiant (chapitre VIII).
Tout le monde croit que Jean-Sans-Nom est mort : les Britanniques, les Franco-Canadiens, sa mère et Clary de Vaudreuil.
Le père de Clary de Vaudreuil réunit dans une même pièce sa fille et l'un des membres de la rébellion, Vincent Hodge (chapitre X). Ce dernier s'est battu courageusement contre les Britanniques et avait sauvé précédemment Bridget Morgaz et Clary de Vaudreuil d'une capture par les Britanniques. Il croit que la demande de mariage de Vincent Hodge sera acceptée. Et non ! Clary révèle qu'elle aimait Jean-Sans-Nom, qu'elle croit mort. 
Les révoltés sont sur une île cernée par les Britanniques. La mère de Jean-Sans-Nom, Bridget Morgaz, la femme du traître, est là. Il y a aussi Rip, l'agent des Britanniques, camouflé. Personne ne le reconnaît, pas même Bridget Morgaz. Par hasard, celle-ci le surprend alors qu'il est en train de faire des signaux aux assiégeants. Il n'a pas le temps de l'éliminer avant qu'elle alerte les sentinelles. La foule se rassemble rapidement ; pour y échapper, Rip révèle le nom de famille de Bridget, le nom du pire traître du Canada français. La foule est prête à massacrer la veuve (et Rip en profite pour s'enfuir). Jean-Sans-Nom arrive à ce moment-là et la sauve. Elle découvre avec horreur que ce n'est pas Jean, son fils, qui est mort, mais Joann, son autre fils.
Les Britanniques arrivent, Jean-Sans-Nom meurt dans une barque sur le Niagara, expiant le crime de son père.

## Personnages

### La famille Morgaz
- Simon Morgaz, âgé de 46 ans en 1825, avocat, dénonciateur du complot franco-canadien. Il finira par se suicider ;
- Bridget Morgaz, son épouse d'origine américaine, 50 ans en 1837 ;
- Joann Morgaz, né en 1807, a opté pour la religion et est devenu abbé ;
- Jean Morgaz, né en 1808, devient en 1837 le chef de la révolte québécoise sous le patronyme de Jean-Sans-Nom.

### La famille Harcher
Elle compte 26 enfants. Parmi eux :
- Thomas Harcher, 50 ans, fermier canadien. Il s'occupe des terres de M. de Vaudreuil ;
- Catherine Harcher, son épouse, 45 ans ;
- Pierre Harcher, 30 ans, pêcheur ;
- Rémy Harcher, 30 ans, pêcheur, son jumeau ;
- Michel Harcher, pêcheur, 29 ans ;
- Tony Harcher, pêcheur, 28 ans ;
- Jacques Harcher, pêcheur, 27 ans ;
- Rose Harcher, sur le point de se marier avec Bernard Miquelon.

« Ce ne sont plus des familles, ce sont des tribus, qui se développent sous l'influence de mœurs patriarcales. […] Quinze fils et onze filles, de tout âge, depuis trois semaines jusqu'à trente ans. Sur les quinze fils, quatre mariés. Sur les onze filles, deux en puissance de mari. Et de ces mariages, dix-sept petits-fils - ce qui, en y ajoutant le père et la mère, faisait un total de cinquante-deux membres, en ligne directe, de la famille Harcher. »

### Les conjurés de 1825
- Walter Hodge, 60 ans, Américain ;
- M. de Vaudreuil, 35 ans à l'époque, père de Clary de Vaudreuil ;
- Robert Farran, professeur à Montréal ;
- François Clerc, riche propriétaire de Châteaugay.

### Les conjurés de 1837
- Clary de Vaudreuil, 20 ans, fille de M. de Vaudreuil, amoureuse de Jean-Sans-Nom ;
- André Farran, frère de Robert Farran ;
- William Clerc, frère de François Clerc ;
- Vincent Hodge, 32 ans, fils de Walter Hodge, amoureux de Clary de Vaudreuil ;
- Sébastien Gramont, avocat à Québec, député.

### Les autorités anglaises
- Lord Gosford, gouverneur général du Québec ;
- Sir John Colborne, commandant général des armées ;
- le colonel Gore ;
- Gilbert Argall, ministre de la police ;
- le colonel Witherall ;
- Rip, de la maison Rip and Co, policier anglo-canadien, 45 ans en 1837.

### Les autres personnages
- Nicolas Sagamore, dit Maître Nick, notaire place du Marché Bon-Secours à Montréal, 50 ans, descendant des Hurons ;
- Lionel Restigouche, second clerc chez Maître Nick, et poète à ses heures, 17 ans ;
- Dolly, vieille servante de Maître Nick ;
- Turner, témoin et dénonciateur de la trahison de Simon Morgaz, en 1825.
- Alexandre Comeau, chef de la police de Montréal.

## Analyse

### Matriarcat
Contrairement à la plupart des autres livres de Jules Verne, ce livre met en relief certains aspects du matriarcat de l'époque. Il souligne l'esprit de domination des femmes franco-canadiennes qui dirigent le travail ménager partagé avec leurs maris (faire le ménage, dresser le lit, mettre la table, laver la vaisselle, peler les patates, habiller les enfants, couler la lessive, plumer les poulets, traiter les vaches, battre le beurre, allumer le feu, etc.). L'un des personnages de ce roman, Catherine Harcher, se montre autoritaire envers son mari et ses fils, mêmes s'ils sont adultes.
À l'inverse, Jules Verne se montre aussi très rétrograde par rapport aux idées de la fin du XXe siècle. Il admire les familles canadiennes très nombreuses qui ont dix enfants et plus : « Au-delà de 25, on en cite encore. » On retrouve cette vision de la femme, typique du XIXe siècle, dans un autre livre de Jules Verne, Paris au XXe siècle.

### Religion
Jules Verne montre dans ce livre un prêtre catholique, Joann, qui appelle à la lutte armée et qui est prêt à risquer sa vie sans hésiter.
Les personnages de prêtre sont rares dans l'œuvre de Jules Verne ; dans un autre de ses romans, dans la première version de Les Naufragés du « Jonathan », il y avait deux prêtres qui réussissaient à convaincre le héros du livre de se convertir au christianisme (le fils de l'écrivain, Michel Verne, a supprimé ces deux personnages dans la version définitive du livre Les Naufragés du Jonathan)
Dans un autre roman, Le Superbe Orénoque, paru en 1898, le colonel de Kermor, à la recherche duquel sa fille Jeanne parcourt le Venezuela en compagnie d'une expédition scientifique recherchant les sources de l'Orénoque, s'est retiré après le décès de son épouse sur ce continent sud-américain et se fait ordonner prêtre pour consacrer sa vie à la charité chrétienne et évangéliser les Indiens autochtones. C'est la figure du père Espérante.
Dans une nouvelle, Le Comte de Chanteleine devient lui aussi prêtre après une carrière militaire dans la chouannerie, au temps de la Grande Vendée.

## Éditions

### Éditions françaises
La préface et la postface de l'une des éditions françaises sont de Francis Lacassin. La préface s'intitule « Jules Verne ou le Socialisme clandestin ». Il essaie d'expliquer toute la complexité des différents aspects de Jules Verne : par certains côtés, on pouvait le classer parmi les conservateurs, par d'autres, on pouvait le classer comme anarchiste. 
Dans la postface, Lacassin rappelle l'historique du Québec. Il parle notamment de la déportation des Acadiens en 1755, ce qu'on a appelé le « Grand Dérangement ». Selon les chiffres de Lacassin, un tiers des déportés moururent.

### Éditions québécoises
La première réimpression du roman est québécoise. Elle date de 1970, contient toutes les anciennes images de l'édition Hetzel. Elle est préfacée par Jean Chesneaux qui y perçoit l'intérêt de Jules Verne pour les peuples coloniaux, présents dans de nombreux romans de l'écrivain. Dans une autre réédition québécoise publiée en 1978 dans la collection Québec 10 sur 10 sous la direction de Jeanine Féral, la préface s'intitule « Le Voyage de Jules Verne au Canada » et n'est pas signée. On peut présumer que c'est Jeanine Féral qui l'a rédigée puisque cette édition a été réalisée sous sa direction. La couverture porte la mention « 1837…les patriotes…le Québec », au-dessus du titre.
Dans l'édition de 1978 publiée par l'Union générale d'éditions, il est inscrit sur la couverture « Pour le Québec libre ». Il s'agit d'une référence anachronique (sans doute dans un but publicitaire) à la phrase célèbre du général de Gaulle prononcée en 1967.

## Adaptations
Le roman fut adapté plusieurs fois pour la scène. En 1897, une première tentative par Georges Bastard (1851-1914) échoua. En 1902, Théo Bergerat monta la pièce au Théâtre du Château d'Eau. En 1903, Germain Beaulieu produisit une adaptation du roman en un drame de six actes et un prologue, au Théâtre national du Québec. Enfin, en 1913, A. Jacques Parès publia Trahison ou Simon Morgaz, drame historique en un acte.

## Anecdotes
- Jules Verne était un admirateur de Fenimore Cooper. Il cite cet écrivain  (et son livre, La Prairie, publié en 1837) dans le chapitre 10.